# イブラヒム・トゥーレ
イブラヒム・トゥーレ（Ibrahim Touré、1985年9月27日 - 2014年6月19日）はコートジボワール・ブアケ出身のサッカー選手。共にサッカーコートジボワール代表のコロ・トゥーレ、ヤヤ・トゥーレの弟。2014年6月19日、イングランド・マンチェスターで死去した。

## 所属クラブ
- ASECミモザ 2002-2003
- FCメタルルフ・ドネツィク 2003-2006
- OGCニース 2006-2007
- アル・イテハド・アレッポ 2009-2010
- マスル・エル・マカーサSC（英語版） 2010-2013
- →  テレフォナット・ベニ・スエフSC（英語版） 2012 (期限付き移籍)
- サファー・ベイルートSC 2013-2014